# ゴリ (お笑い芸人)
ゴリ（1972年〈昭和47年〉5月22日 - ）は、日本のお笑いタレント、俳優、映画監督。お笑いコンビ・ガレッジセールのボケ担当。本名は照屋 年之（てるや としゆき）。身長173 cm、体重73 kg。
沖縄県那覇市出身。吉本興業所属。那覇市立松城中学校、沖縄県立首里高等学校卒業、日本大学藝術学部映画学科演技コース中退。

## 略歴
沖縄県那覇市にて本土復帰の1週間後に生まれた。兄が二人いる。小学校に上がるときに大阪の親戚に預けられ、大阪市立苗代小学校に通い、5年生の二学期に沖縄に戻った。高校卒業後、2浪目の時に上京。日本大学藝術学部に合格。
1995年、川田広樹とガレッジセールを結成。同期はダイノジ、おぎやはぎ等がいる。当初は本名で活動していたが、事務所の1年先輩であるロンドンブーツ1号2号の番組をきっかけに芸名を「ゴリ」とした。自身のYouTubeチャンネルにて、マッコイ斉藤が芸名の名付け親だと語っている。
1999年に『笑っていいとも!』のレギュラーに抜擢され、持ちギャグである「エンジョイプレイ」が好評を博し、大ブレイク。現在では冠番組を持つ。2002年に結婚、翌年に子どもが生まれる。
映画やドラマなどへ幅広く出演する個性派俳優でもある。また、夏川りみの楽曲『ウンジュの原点（ふるさと）』（ウンジュ=沖縄方言で「あなた」の意味）では作詞を担うなど、活動の幅を広げている。
2006年から映画監督としてのキャリアをスタート。2009年公開の長編映画『南の島のフリムン』にて、自身初となる長編映画の監督・脚本を担当。「沖縄国際映画祭」に出品された。2018年に全国公開された2作目の長編映画『洗骨』では、本名である「照屋年之」名義で監督を務めた。同年開催の「第40回モスクワ国際映画祭」にてアウト・オブ・コンペティション部門に出品された。また、映画監督が選ぶ日本映画監督協会新人賞（2019年度）を受賞。現役のお笑い芸人としては北野武以来となる。

## 人物
- ネタ作り担当。
- テレビ番組ではほとんどネタを披露しない。
- ソフトモヒカンがトレードマーク。
- ブレイクダンスを得意とし、『めちゃ×2イケてるッ!』では岡村隆史とのダンスバトルを披露した。また、沖縄好きである岡村へ様々な情報を提供する間柄でもある。
- 『ワンナイR&R』でのキャラクター「松浦ゴリエ」が人気を博した。同キャラクターでのCDデビューやモデル雑誌の表紙を飾るなど一時ブームとなる。
- 山田優は出身中学校の後輩。また沖縄が舞台のドラマなどに多く出演しており、郷土愛が強い。
- 芋焼酎が好物。よく飲む銘柄は『黒霧島』（霧島酒造）。
- 愛車は、三菱・デボネア（初代）。2009年、ジャックラッセルテリア（名前は「ラッセル」）を飼い始めた。
- 現在は、東京都目黒区に在住している。
- ゴリ自身は「自分は芸人ではなくエンターテイナー」と考えている[15]。

### 家族・親戚
- 両親はダブル不倫がきっかけで結ばれている。
- 二児の父。
- 「りんけんバンド」のリーダーである照屋林賢はおじ。
- モデルの知花くららは、再従兄（それぞれの父親が従兄弟同士）にあたる[16]。
- 親戚の照屋林蔚は、中華民国総統・蔣介石の要請により台湾の国軍を秘密裏に支援した旧日本軍将校を中心とする軍事顧問団「白団」の民間人メンバー。

### エピソード
- 2007年4月15日放送の『メントレG』出演時、「人生の転機に影響を与えられた人」の中で芸能界入りのきっかけは、大学受験を目指し、上京して勉強していた時に当時同じ下宿に住んでいた羽村（現在NHK職員）に「将来何になりたくて勉強してんの？」と聞かれ、その時とっさに出てきた「俺、役者になりたい」の言葉からと答えている[9][10]。
- 上京後、しばらくは方言ネタを封印していたが[5]、近年はコンビネタとして出身地や方言に言及するようになった。主なものとして、本土の人間が理解できないことを逆手に取り支離滅裂なフレーズを発言する（例:ざんぬいゆ・よーがりー・ひーがりー＝ジュゴンがガリガリに痩せています）。
- 映画『探偵はBARにいる2 ススキノ大交差点』におけるニューハーフ役での出演時、役作りのため腕毛をすべて脱毛した。
- 『笑っていいとも!特大号』での企画「勝負カラオケベスト9」（2006年12月27日、2007年12月26日、2008年12月24日）にフルエントリーした。
  - 2006年は93点で1位となり、9位で68点だった中居正広に勝利した。
  - 2007年は92点を獲得、88点で2位となった香取慎吾に勝利し2連覇を果たす。
  - 2008年も93点と高得点を叩き出した。草彅剛（5位・88点）・DAIGO（4位・91点）・里田まい（6位・85点）に勝利したが、96点の青木さやかが1位となり惜しくも3連覇を逃す。
- 2001年3月31日放送の『オールスター感謝祭'01春 超豪華!クイズ決定版』にて21世紀最初の予選落ちとなった[注 3]。

## 出演

### テレビバラエティ
レギュラー
- ゴリ夢中（2007年10月6日 - 2024年9月28日 、中京テレビ）
- ゴリ×西野の語り旅〜こだわり人に会おう〜（2012年5月 - 2013年5月、フーディーズTV）- 隔月放送
- NHK高校講座 ベーシック国語（2013年4月16日 - 2017年2月28日、NHK Eテレ）
- 世界のディズニーリゾートへGO!（2014年6月 - 2016年3月、ディズニーチャンネル）- MC
- ひるキュン!（2016年10月 - 2019年3月、TOKYO MX） - 金曜MC[17]
- TOKYOディープ!（NHK BSプレミアム）
- Cheeky's Cast 1（2022年3月25日 - 9月30日、BSよしもと）- 金曜MC　
  - Cheeky's Evening（2022年10月3日 - 2023年6月26日、BSよしもと）- 月曜MC[18]
- ゴリエと申します。（2022年4月16日 - 6月25日、フジテレビ）
- 離島で発見!ラストファミリー（2022年5月25日 - 、NHK総合）- MC[19]
- ガレッジセール・ゴリのおきなわフチ歩き（2022年6月5日 - 、琉球放送）
- ぽかぽか（2023年1月 - 、フジテレビ） - ゴリエ（水曜レギュラー）

準レギュラー
- ロンブー龍（日本テレビ）
- 浜ちゃんが!（読売テレビ・日本テレビ系）
- 世界・ふしぎ発見!（TBS、2009年11月28日 - ）

特番
- テキトー男3人旅（2011年1月4日・2012年1月4日、中京テレビ）
- おまかセルフィ〜島ぜんぶでお～きな自撮り〜（2015年4月6日、フジテレビ）- MC
- 離島にポツンッ!ラストファミリー物語（2021年1月29日、NHK BSプレミアム）
  - 離島で発見!ラストファミリー物語（2021年8月14日・11月13日、NHK BSプレミアム）

### ドキュメンタリー
- ドキュメント20min.〜フラッシュ暗算〜沖縄との不思議な関係〜（2009年9月10日、NHK総合） ※ナレーション
- 日曜ビッグバラエティ「夏休みの自由研究 はじめての“小さな大冒険”」（2010年8月22日、テレビ東京）※ナレーション
- ワイルドライフスペシャル「野生動物の家族　愛と絆の物語」（2013年1月1日、NHK BSプレミアム）※司会
- BS1スペシャル 戦場の真心（ちむぐくる） 〜沖縄を救った日系人〜（2015年8月10日、NHK BS1）※ナビゲーター
- ワイルドライフ 第103・115・119回 (2012年8月13日・2013年1月1日・2月11日、NHK BSプレミアム) - 進行

### ラジオ
- TOYOTA GENERADIO（2010年10月 - 2014年6月、TOKYO FM（JFN系）） - メインパーソナリティ
- シゲゴリのwktkラヂオ学園土曜日（2012年4月 - 2015年3月、NHKラジオ第1） - MC
- らじらー!サタデー（2015年4月4日 - 2016年3月27日、NHKラジオ第1）- MC

### テレビドラマ
- ちゅらさんシリーズ（2001年・2003年・2004年・2007年、NHK総合 連続テレビ小説ほか） - 古波蔵恵尚 役
- 鬼嫁日記（2005年、関西テレビ・フジテレビ系） - 山崎一馬 役
- 鬼嫁日記 いい湯だな（2007年、関西テレビ・フジテレビ系） - 山崎一馬 役
- おひとりさま 第1話（2009年、TBS系）（友情出演）
- 天国で君に逢えたら （2009年9月24日、TBS系） - 清水春夫 役
- 刑事・鳴沢了〜史上最悪の24時間〜（2010年5月29日、フジテレビ） - 江戸刑事 役
- 示談交渉人 ゴタ消し（2011年、読売テレビ・日本テレビ系） - 藤井信吾 役
- ドラマスペシャル・火車（2011年11月5日、テレビ朝日系） - 本多保 役
- つるかめ助産院〜南の島から〜（2012年、NHK総合 ドラマ10） - 大野原ハジメ 役
- ホントウノエガオ〜東京ディズニーリゾートの冬〜（2012年12月23日、青森朝日放送・テレビ神奈川） - 父 役
- 信長のシェフ（2013年・2014年、テレビ朝日系） - 豊臣秀吉 役
- 金曜プレステージ・ねじれた絆 赤ちゃん取り違え事件 42年の真実（2013年10月11日、フジテレビ系） - 稲福茂美 役
- 月曜ゴールデン・検事・霧島三郎（2014年12月15日、TBS系） - 北原大八 役
- エンジェル・ハート（2015年、日本テレビ系） - モッチー 役
- 名駅1丁目1番1号 〜人と、幸せを、つなぐ場所。〜（2017年5月13日、中京テレビ） - 照屋高志 役
- リピート〜運命を変える10か月〜（2018年、読売テレビ） - 主演・天童太郎 役（貫地谷しほり、本郷奏多とトリプル主演）
- ちむどんどん 最終回（2022年9月30日、NHK総合 連続テレビ小説） - タクシー運転手 役
- ガラパゴス（2023年2月6日、NHK BSプレミアム・BS4K）- 沖縄料理「イセナジマ」店主役
- 大岡越前スペシャル〜大波乱!宿命の白洲〜（2023年12月29日、NHK BS・BSプレミアム4K） - 直助 役[20]

### 映画
- PLAY BALL プレイボール（2002年、アースライズ） - 主演・リキ 役
- NIN×NIN 忍者ハットリくん THE MOVIE（2004年、東宝） - 甲賀忍者・ケムマキ 役
- 嫌われ松子の一生（2006年、東宝） - ひかり荘住人・大倉修二 役
- さくらん（2007年、アスミック・エース） - 俺達 役
- うた魂♪（2008年、日活）
- GOEMON（2009年、松竹/ワーナー・ブラザース）
- 琉神マブヤーTHE MOVIE 七つのマブイ（2011年、アスミック・エース） - ハブデービル 役
- 日本列島 いきものたちの物語（2012年） - ナビゲーター
- ワーキング・ホリデー（2012年）
- 青木ヶ原（2013年）
- 探偵はBARにいる2 ススキノ大交差点（2013年） - マサコちゃん（常田鉄之輔） 役
- もういちど（2014年8月公開） - 松次郎 役
- born、bone、墓音。（2016年） - 主演・等 役 ※ 第8回沖縄国際映画祭、SKIPシティ国際Dシネマ映画祭2017で上映
- 沖縄を変えた男（2017年8月公開） - 主演・栽弘義（琉球水産高校 野球部監督） 役 ※ 京都国際映画祭2016で上映 [21]
- おかあの羽衣（2022年5月5日プレミア上映）[22]

### アニメ映画
- 河童のクゥと夏休み（2007年、松竹） - キジムナー 役[23]
- ジャングル大帝（2009年、フジテレビ） - ゴリラ 役

### WEBアニメ
- お米戦隊マイマイマイ（2022年） - 豊国大蔵 役[24]

### 日本語吹替
- キャプテン・ウルフ（2005年） - シェーン・ウルフ（ヴィン・ディーゼル） 役
- スパイアニマル・Gフォース（2010年） - ダーウィン（サム・ロックウェル） 役[25]
- ジャックと天空の巨人（2013年） - ファロン将軍（ビル・ナイ） 役[26]
- ファンタスティック・フォー（2015年） - ベン・グリム / ザ・シング（ジェイミー・ベル） 役[27]

### CM
- アサヒ酎ハイゴリッチュ（ガッツ石松と共演）
- 任天堂・Wii Fit - これを機に、Miiコンテストチャンネルの題材にされている（2007年 - 2008年）

## 受賞歴
- 2001年
  - 第30回ザテレビジョンドラマアカデミー賞 新人俳優賞（『ちゅらさん』）[28]
- 2020年
  - 第60回日本映画監督協会新人賞（『洗骨』）[29]

## 作品

### 映画
- 刑事ボギー（2006年） - 監督
- ボギー☆ザ・ヒーロー（2007年、YOSHIMOTO DIRECTOR'S 100 〜100人が映画撮りました〜） - 監督
- 南の島のフリムン（2009年） - 監督・脚本
- 伝説の家族（2011年） - 監督
- SNS（2012年） - 監督
- 税金サイボーグ・イトマン（2013年） - 監督
- ロクな人生（2014年） - 監督・脚本
- やんばるキョ!キョ!キョ!（2015年） - 監督・脚本
- born、bone、墓音。（2016年） - 監督・脚本
- 選ばれた男（2017年） - 監督・脚本
- 洗骨（2018年） - 監督・脚本 ※「照屋年之」名義
- NAGISA（2019年） - 監督・脚本 ※「照屋年之」名義
- 演じる女（2021年） - 監督・脚本 ※「照屋年之」名義[30][31][32]
- かなさんどー（2024年） - 監督・脚本 ※「照屋年之」名義

### ラジオドラマ
- ニッポン放送開局70周年記念ラジオドラマ「マミーロード」（2025年3月4日） - 脚本[33]

### 書籍
- 小説「海ヤカラ」（2022年4月28日、ポプラ社刊）※照屋年之名義

#### 新聞連載
- 2007年3月 - 8月、読売新聞金曜版夕刊にて「ゴリの僕がアナタになれたなら」というコラムともいえるコメントコーナーを連載。